# Winai Aimoat
Winai Aimoat (thailändisch วินัย เอี่ยมโอด; * 28. Januar 2003) ist ein thailändischer Fußballspieler.

## Karriere
Winai Aimoat stand von 2019 bis 2021 bei Buriram United unter Vertrag. Der Verein aus Buriram spielte in der ersten thailändischen Liga, der Thai League. Hier kam er jedoch nicht zum Einsatz. Zur Saison 2021/22 wechselte er zum Zweitligisten Khon Kaen FC. Sein Zweitligadebüt für den Verein aus Khon Kaen gab Winai Aimoat am 5. September 2021 (1. Spieltag) im Heimspiel gegen den Customs Ladkrabang United FC. Hier stand er in der Startelf und wurde in der 77. Minute gegen Pongphat Aektasaeng ausgewechselt. Die Customs gewannen das Spiel 2:0. Am Ende der Saison 2021/22 musste er mit Khon Kaen als Tabellenvorletzter in die dritte Liga absteigen. Für Khon Kaen bestritt er 13 Ligaspiele. Im Anschluss erfolgte eine Ausleihe zum ebenfalls in der zweiten Liga spielenden Kasetsart FC. Für den Hauptstadtverein absolvierte er zwei Spiele im thailändischen Pokal. Nach der Ausleihe kehrte er im Dezember 2022 nach Buriram zurück. Zur Rückrunde 2022/23 wechselte er im Januar 2023 wieder auf Leihbasis zum Drittligisten Prime Bangkok FC. Mit dem Verein aus der Hauptstadt Bangkok spielte er zwölfmal in der Bangkok Metropolitan Region der Liga. Zu Beginn der Saison 2023/24 lieh ihn der in der Northern Region spielende Phitsanulok FC aus. Nach neun Ligaspielen kehrte er im Dezember 2023 nach Buriram zurück. Im Januar 2025 wurde er an den Drittligisten Rasisalai United FC verliehen. Mit dem Verein spielt er in der North/Eastern Region der Liga. Am Ende der Saison 2024/25 feierte er mit dem Verein die Meisterschaft der Region. Am Ende der Saison 2024/25 feierte er mit dem Verein die Meisterschaft der Region sowie die Qualifikation zu den Aufstiegsspielen zur zweiten Liga. Hier konnte man sich in der National Championship durchsetzen und stieg somit in die zweite Liga auf.

## Erfolge
Rasisalai United FC
- Thai League 3 – North/East: 2024/25